# Innocenty Wójcik
Innocenty Maria Wójcik (ur. 30 listopada 1918 w Słaboszowie, zm. 18 listopada 1994 w Sochaczewie) – polski zakonnik (brat), franciszkanin, archiwista.

## Życiorys
Pochodził z rodziny rolniczej. Jego rodzicami byli Wawrzyniec i Rozalia Madetko. 14 czerwca 1933 ukończył szkołę podstawową. Mając siedemnaście lat wstąpił do klasztoru franciszkanów w Niepokalanowie, gdzie zajmował się wysyłką prasy oraz obsługą magazynu. Zamierzał w przyszłości poświęcić się pracy misyjnej. Nowicjat rozpoczął 1 sierpnia 1936, a śluby czasowe złożył 2 sierpnia 1937. W 1940 złożył śluby wieczyste. Przez pięć lat blisko współpracował ze św. Maksymilianem Kolbe. 26 lutego 1941 (po aresztowaniu św. Maksymiliana i innych ojców przez gestapo 17 lutego 1941), dwudziestu braci wraz z nim ofiarowało swoje życie w zamian za uwolnienie zatrzymanych. Gestapo nie zgodziło się na tę zamianę. Po zakończeniu okupacji niemieckiej objął stanowisko klasztornego archiwisty, które piastował przez czterdzieści lat. Zebrał wszystkie dostępne mu pisma, dokumenty i publikacje związane ze św. Maksymilianem. W czasach stalinowskich krzewił ideę Rycerstwa Niepokalanej oraz przyczynił się do wydania książki o objawieniach fatimskich, co spowodowało jego aresztowanie przez komunistów. W warszawskim więzieniu przebywał od 20 grudnia 1948 do 23 grudnia 1950. W latach 50. XX wieku zapoznał się z przebywającym wówczas w Niepokalanowie księdzem Franciszkiem Blachnickim, który najprawdopodobniej dzięki niemu zaznajomił się z postacią św. Maksymiliana. Zmarł na zawał serca w szpitalu w Sochaczewie. Jego pogrzeb odbył się w bazylice w Niepokalanowie 22 listopada 1994. Mszę pogrzebową odprawił biskup Marian Duś. Na pogrzeb przyjechali przedstawiciele Rycerstwa Niepokalanej z całej Polski, 79 kapłanów i osiemnaście pocztów sztandarowych.
W 2002 wszczęto proces informacyjny, a 8 września 2022 został zainicjowany jego proces beatyfikacyjny. Mszę inauguracyjną odprawił kardynał Kazimierz Nycz w Niepokalanowie.
W 1993 Dominik Karol Rakoczy nakręcił o nim film dokumentalny „Brat Innocenty”.